# Атака склада боеприпасов в Торопце
В ходе российско-украинской войны, в ночь с 17 на 18 сентября 2024 года, Украина совершила атаку с использованием беспилотников на склады боеприпасов ГРАУ, расположенные вблиз города Торопец Тверской области. В результате на складах наблюдались взрывы и пожары (на илл.); в близлежащих посёлках были выбиты стёкла.

## Контекст
На второй год полномасштабной войны Украина запустила волну дальних ударов по российским нефтеперерабатывающим предприятиям, а также обсуждала с западными поставщиками высокоточного оружия право на удары в глубине территории России.

## Объект атаки
В 2015 году под городом Торопец Тверской области рядом с деревней Кудино был построен склад боеприпасов — арсенал ГРАУ площадью около 5 км². В 2018 году склад был отремонтирован, при этом заместитель министра обороны России генерал Д. В. Булгаков заявил, что «объект соответствует «самым высоким международным стандартам» и может противостоять ракетной атаке и «даже небольшой ядерной атаке»». Euronews сообщил, что на объекте хранилось около 30 000 тонн боеприпасов, включая, согласно информации украинской стороны, «топливо и  ракеты, предназначенные для ракетных комплексов «Искандер» и «Точка-У», а также управляемые авиабомбы и различные артиллерийские боеприпасы, в том числе поставленные из КНДР».

## Атака

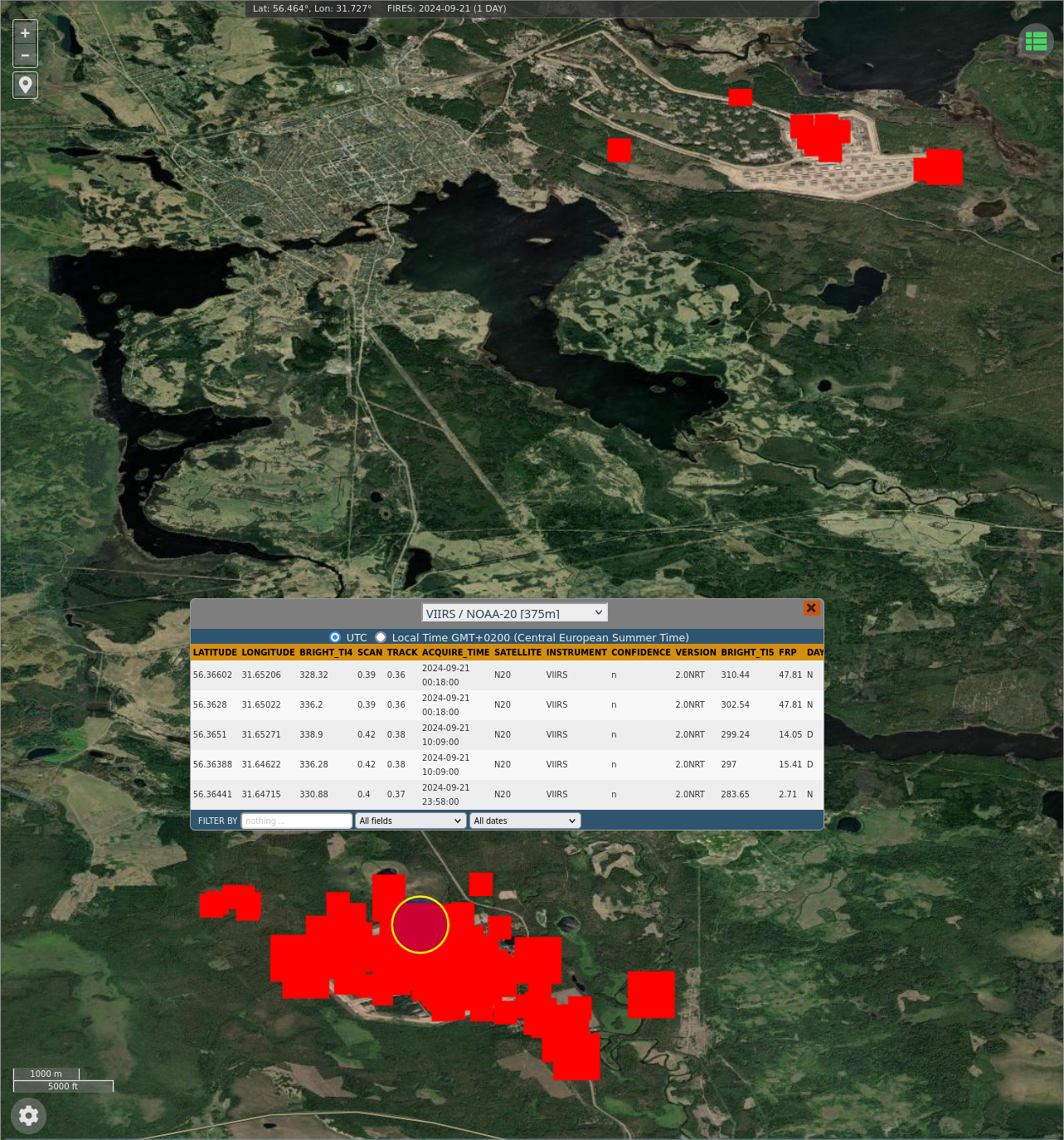
Пожары в окрестностях Торопца. Снимок сделан NASA FIRMS 21.09.2024. Видны большие возгорания к югу от Торопца и продолжающийся пожар вследствие первого удара к востоку от Торопца.

В результате атаки произошло несколько взрывов, самый сильный из которых вызвал эффект землетрясения магнитудой 2,8. Взрывная волна распространилась на расстояние до 300 км, что, по оценкам, соответствует взрыву 200 тонн в тротиловом эквиваленте. Системы мониторинга пожаров НАСА зафиксировали  пожары на площади около 13 км² (на илл.).

## Последствия

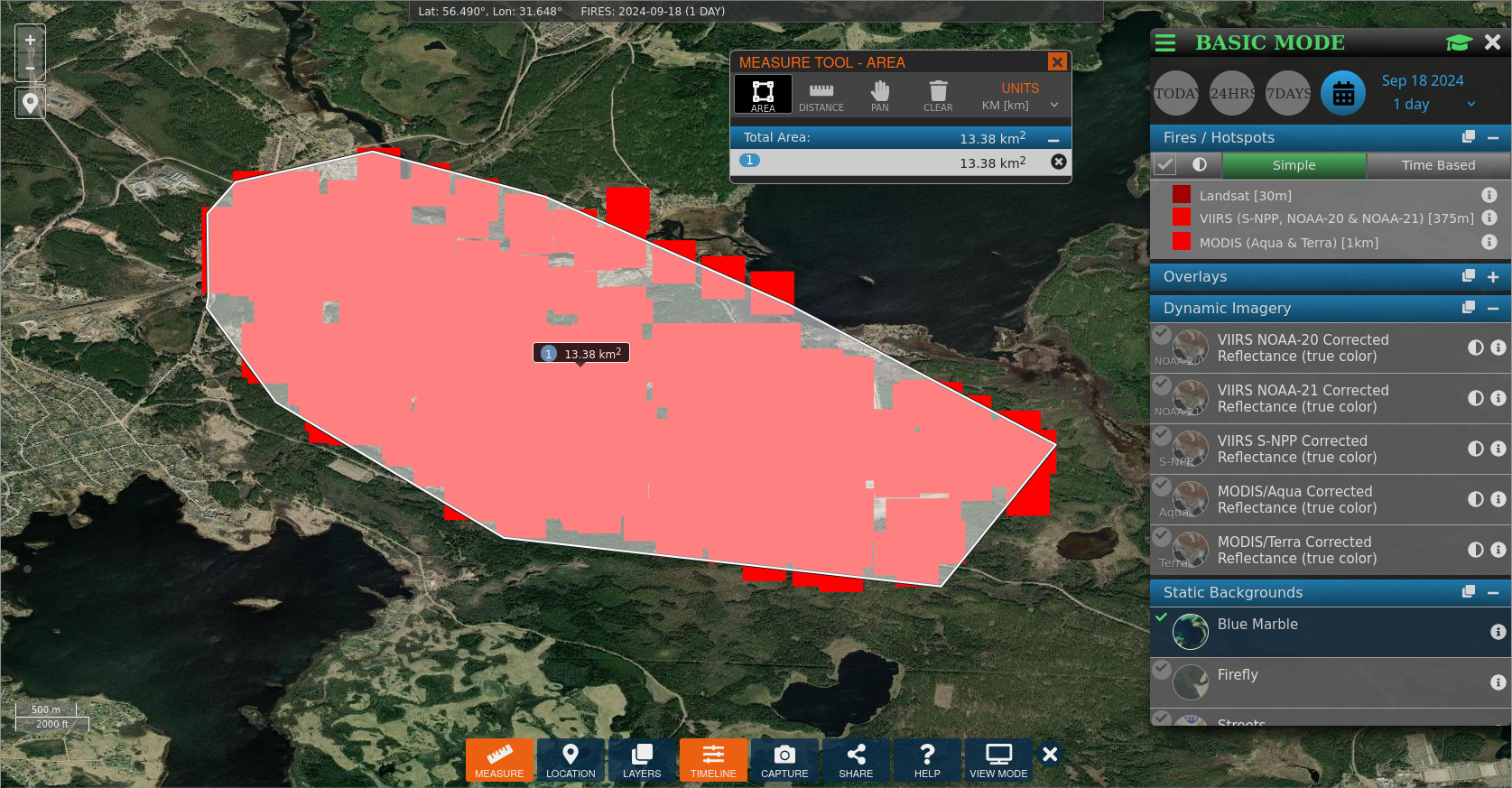
Пожары в окрестностях Торопца (снимок системы FIRMS)

Власти Тверской области объявили о частичной эвакуации города; по сообщению губернатора, серьёзных травм и жертв нет. Российские власти позже сообщили, что 13 человек получили ранения.